# Carles Maristany i Benito
Carles Maristany i Benito (mort en 1962) fou un empresari, aristòcrata i polític català, diputat a les Corts Espanyoles durant la restauració borbònica.

## Biografia
Era fill de l'enginyer Eduard Maristany i Gibert, primer marquès de l'Argentera, i a la mort del seu pare el 1941 en va heretar el títol.
Membre del consell d'administració del Banco Exterior de España, a les eleccions generals espanyoles de 1916 fou elegit diputat pel Partit Liberal al districte de Gandesa, desbancant al candidat republicà. A les eleccions generals espanyoles de 1923 fou novament diputat, aquesta vegada dins les files de la Lliga Regionalista.